# Најстарија „Кућа Луке Сучића” у Суботици
Најстарија „Кућа Луке Сучића“ у Суботици је подигнута у првој половини 18. века и представља непокретно културно добро као споменик културе.

## Историјат
Најстарија кућа Суботице налази се у пределу где се развијала древна Суботица у непосредној близини некадашње градске куле са краја 15. века. Крајем 17. века овај простор још увек је био доминирајући у структури града. Према писању Иштвана Ивањија, кућа је подигнута истовремено када и самостан, тј. у првој половини 18. века.

## Изглед
Грађена је у стилу провинцијског барока, као породична кућа Сучића, која је због преградње саме куле морала да се исели. Изворни објекат је имао правоугаону основу, али је годинама део по део дограђиван, тако да данас као самостална зграда не постоји. Накнадним доградњама настали објекат је добио основу у облику ћириличног слова "Ш" једном својом страном окренут Тргу. Кућа је приземна, грађена од опеке, дебелих зидова и веома чврстих темеља. Са уличне стране су локали у које се улази кроз неколико степеника у делу од цркве. Негде у последњој трећини садашње зграде локали су нижи. Детаљним испитивањем унутрашњих простора, тавана и подрума може се веома лако утврдити етапна изградња.
Дворишни крак садашње зграде несумљиво представља прву најстарију зграду, постављену у правцу исток-запад уздужно са тремом окренутим југу на коме је било пет полукружних отвора. Испод зграде је пространи подрум засвођен полукружним сводовима. Свод испод поменутог крака зграде грађен је од опеке, које се разликују од осталог матерујала кориштеног у другим деловима подрума. У том делу подрума међу опеке је улагано и камење, вероватно из зидова некадашње тврђаве.